# Magnus Kihlstedt
Pour les articles homonymes, voir Kihlstedt.
Magnus Kihlstedt est un ancien un footballeur suédois né le 29 février 1972 à Munkedal. Il évoluait au poste de gardien de but.
Il a participé à la Coupe du monde 2002 avec l'équipe de Suède, où il faisait office de gardien remplaçant. Il a également pris part à l'Euro 2004.

## Palmarès
- Champion du Danemark en 2001, 2003, 2004 avec le FC Copenhague
- Vainqueur de la Coupe du Danemark en 2004 avec le FC Copenhague